# Michele Canini
Michele Canini (Brescia, 5 giugno 1985) è un ex calciatore italiano, di ruolo difensore.

## Carriera

### Club

#### Gli inizi all'Atalanta e il prestito alla Sambenedettese
Cresciuto nel settore giovanile dell'Atalanta, nell'estate del 2004 fu ceduto in prestito alla Sambenedettese in Serie C1, sotto la guida di Davide Ballardini. Nell'unica stagione (2004-2005) totalizza 31 presenze in campionato e 2 nei play-off (persi contro il Napoli).

#### Cagliari
Nel luglio del 2005 si trasferisce al Cagliari in comproprietà. Esordisce in Serie A il 28 agosto seguente in Siena-Cagliari (2-1). L'estate successiva la società isolana rileva dall'Atalanta l'intero cartellino del giocatore per una cifra vicina ai 2,5 milioni di euro. Il 29 maggio 2006 subisce un grave infortunio al ginocchio sinistro con la Nazionale Under 21 durante la sfida contro l'Olanda in occasione del campionato europeo Under-21. L'infortunio lo tiene fuori dal campo per gran parte della stagione 2006-2007; rientra dopo circa 8 mesi, subentrando nel finale di Cagliari-Siena dell'11 febbraio 2007.
Il 28 novembre 2010 segna il suo primo gol in Serie A, durante l'incontro casalingo contro il Lecce terminato 3-2, insaccando con un colpo di testa al 28º minuto del primo tempo la rete del momentaneo 3-0 per i rossoblù. Si ripete il 13 febbraio 2011 nella larga vittoria casalinga contro il ChievoVerona per 4-1, segnando il momentaneo 2-0 in favore dei sardi.
Lascia il Cagliari dopo 7 stagioni, dove ha totalizzato 176 presenze e 2 gol in Serie A.

#### Il passaggio al Genoa ed il ritorno all'Atalanta
Il 12 luglio 2012 si trasferisce al Genoa. Esordisce in campionato il 26 agosto in Genoa-Cagliari (2-0).
Il 9 gennaio 2013 nella sessione invernale di calciomercato passa dal club ligure all'Atalanta in comproprietà, nello scambio che porta a titolo definitivo Thomas Manfredini al Genoa.
Esordisce in campionato con l'Atalanta il 13 gennaio 2013 nella trasferta contro la Lazio persa per 2-0.
Il 21 gennaio segna un autogol durante la partita contro il Cagliari, sua ex squadra; lo svantaggio poi viene recuperato dal gol di Stendardo e la partita termina 1-1.
Nel giugno 2013 Atalanta e Genoa rinnovano la comproprietà.

#### Prestiti a ChievoVerona, FC Tokyo ed Ascoli
Il 27 gennaio 2014 si trasferisce in prestito al Chievo Verona; fa il suo esordio con la squadra veneta il successivo 2 febbraio, nella sconfitta casalinga per 2-0 contro la Lazio. A fine stagione saranno solo 6 le presenze con la compagine clivense.
Il 21 giugno viene risolta la compartecipazione con il Genoa a favore dell'Atalanta. L'11 luglio successivo, passa in prestito con diritto di riscatto al FC Tokyo, squadra militante nella J League giapponese dove ritrova Massimo Ficcadenti, suo allenatore ai tempi del Cagliari. Fa il suo esordio in terra asiatica il 7 settembre 2014 giocando per intero la partita di Coppa dell'Imperatore persa per 2-1 in casa contro lo Shimizu S-Pulse.
Il 17 settembre 2015 passa in prestito gratuito all'Ascoli, militante in Serie B; con i marchigiani gioca 25 partite di campionato.

#### In Lega Pro con Parma e Cremonese
Il 12 agosto 2016 viene ceduto in prestito biennale al Parma, neopromosso in Lega Pro. Dopo aver collezionato 21 presenze con la squadra emiliana, il 31 gennaio 2017 si trasferisce, sempre a titolo temporaneo, alla Cremonese, con cui segna un gol in 13 partite nel campionato di Lega Pro, che vince.

#### Feralpisalò
Rimasto svincolato, il 20 luglio 2018 viene tesserato dalla Feralpisalò, con cui firma un annuale.

#### Pergolettese
La stagione seguente si accasa alla Pergolettese, militante in Serie C. Realizza il suo primo gol con la maglia gialloblu il 16 novembre, nella sfida contro l'Albinoleffe (2-1), decidendola al 90'. Il 12 dicembre, tramite un comunicato della Società, decide di rescindere il contratto per "motivi personali". In seguito a questo si ritira dal calcio giocato.

### Nazionale
Con l'Under-20 Canini ha giocato da titolare i Mondiali Under 20 nel 2005.
Ha fatto parte della Nazionale Under 21, con la quale ha partecipato a due campionati europei, giocando da titolare nel 2006, e da riserva nel 2007 a causa delle poche presenze messe insieme in campionato, dopo un lungo recupero da un infortunio al ginocchio.

## Statistiche

### Presenze e reti nei club
| Stagione         | Squadra          | Campionato       | Campionato | Campionato | Coppe nazionali | Coppe nazionali | Coppe nazionali | Coppe continentali | Coppe continentali | Coppe continentali | Altre coppe | Altre coppe | Altre coppe | Totale | Totale |
| Stagione         | Squadra          | Comp             | Pres       | Reti       | Comp            | Pres            | Reti            | Comp               | Pres               | Reti               | Comp        | Pres        | Reti        | Pres   | Reti   |
| ---------------- | ---------------- | ---------------- | ---------- | ---------- | --------------- | --------------- | --------------- | ------------------ | ------------------ | ------------------ | ----------- | ----------- | ----------- | ------ | ------ |
| 2004-2005        | Sambenedettese   | C1               | 31+2       | 0          | CI-C            | 0               | 0               | -                  | -                  | -                  | -           | -           | -           | 33     | 0      |
| 2005-2006        | Cagliari         | A                | 32         | 0          | CI              | 4               | 0               | -                  | -                  | -                  | -           | -           | -           | 36     | 0      |
| 2006-2007        | Cagliari         | A                | 4          | 0          | CI              | 0               | 0               | -                  | -                  | -                  | -           | -           | -           | 4      | 0      |
| 2007-2008        | Cagliari         | A                | 18         | 0          | CI              | 2               | 0               | -                  | -                  | -                  | -           | -           | -           | 20     | 0      |
| 2008-2009        | Cagliari         | A                | 22         | 0          | CI              | 1               | 0               | -                  | -                  | -                  | -           | -           | -           | 23     | 0      |
| 2009-2010        | Cagliari         | A                | 30         | 0          | CI              | 0               | 0               | -                  | -                  | -                  | -           | -           | -           | 30     | 0      |
| 2010-2011        | Cagliari         | A                | 36         | 2          | CI              | 0               | 0               | -                  | -                  | -                  | -           | -           | -           | 36     | 2      |
| 2011-2012        | Cagliari         | A                | 34         | 0          | CI              | 2               | 0               | -                  | -                  | -                  | -           | -           | -           | 36     | 0      |
| Totale Cagliari  | Totale Cagliari  | Totale Cagliari  | 176        | 2          |                 | 9               | 0               |                    | -                  | -                  |             | -           | -           | 185    | 2      |
| 2012-gen. 2013   | Genoa            | A                | 14         | 0          | CI              | 1               | 0               | -                  | -                  | -                  | -           | -           | -           | 15     | 0      |
| gen.-giu. 2013   | Atalanta         | A                | 12         | 0          | CI              | 0               | 0               | -                  | -                  | -                  | -           | -           | -           | 12     | 0      |
| 2013-gen. 2014   | Atalanta         | A                | 8          | 0          | CI              | 1               | 0               | -                  | -                  | -                  | -           | -           | -           | 9      | 0      |
| Totale Atalanta  | Totale Atalanta  | Totale Atalanta  | 20         | 0          |                 | 1               | 0               |                    | -                  | -                  |             | -           | -           | 21     | 0      |
| gen.-giu. 2014   | Chievo           | A                | 6          | 0          | CI              | 0               | 0               | -                  | -                  | -                  | -           | -           | -           | 6      | 0      |
| 2014             | FC Tokyo         | J1               | 3          | 0          | CdL+CI          | 0+1             | 0               | -                  | -                  | -                  | -           | -           | -           | 4      | 0      |
| 2015             | FC Tokyo         | J1               | 7          | 0          | CdL+CI          | 1+0             | 0               | -                  | -                  | -                  | -           | -           | -           | 8      | 0      |
| Totale FC Tokyo  | Totale FC Tokyo  | Totale FC Tokyo  | 10         | 0          |                 | 2               | 0               |                    | -                  | -                  |             | -           | -           | 12     | 0      |
| 2015-2016        | Ascoli           | B                | 25         | 0          | CI              | 0               | 0               | -                  | -                  | -                  | -           | -           | -           | 25     | 0      |
| 2016-gen. 2017   | Parma            | LP               | 21         | 0          | CI-LP           | 0               | 0               | -                  | -                  | -                  | -           | -           | -           | 21     | 0      |
| gen.-giu. 2017   | Cremonese        | LP               | 13         | 1          | CI+CI-LP        | 0               | 0               | -                  | -                  | -                  | SC-LP       | 1           | 0           | 14     | 1      |
| 2017-2018        | Cremonese        | B                | 36         | 1          | CI              | 2               | 0               | -                  | -                  | -                  | -           | -           | -           | 38     | 1      |
| Totale Cremonese | Totale Cremonese | Totale Cremonese | 49         | 2          |                 | 2               | 0               |                    | -                  | -                  |             | 1           | 0           | 52     | 2      |
| 2018-2019        | Feralpisalò      | C                | 19+1       | 0          | CI+CI-C         | 2+0             | 0               | -                  | -                  | -                  | -           | -           | -           | 22     | 0      |
| ago.-dic. 2019   | Pergolettese     | C                | 12         | 1          | CI-C            | 0               | 0               | -                  | -                  | -                  | -           | -           | -           | 12     | 1      |
| Totale carriera  | Totale carriera  | Totale carriera  | 370+3      | 5          |                 | 19              | 0               |                    | -                  | -                  |             | 1           | 0           | 393    | 5      |

## Palmarès

### Club

#### Competizioni giovanili
- Campionato Allievi Nazionali: 1

Atalanta: 2001-2002
- Coppa Italia Primavera: 1

Atalanta: 2002-2003

#### Competizioni nazionali
- Lega Pro: 1

Cremonese: 2016-2017